# Alaedin Ben Chalbi
Alaedin Ben Chalbi (9 de mayo de 2001) es un deportista tunecino que compite en judo.
Ganó dos medallas en los Juegos Panafricanos de 2023 y cuatro medallas en el Campeonato Africano de Judo entre los años 2022 y 2025.

## Palmarés internacional
| Juegos Panafricanos | Juegos Panafricanos      | Juegos Panafricanos | Juegos Panafricanos |
| Año                 | Lugar                    | Medalla             | Categoría           |
| ------------------- | ------------------------ | ------------------- | ------------------- |
| 2023                | Acra (Ghana)             | Medalla de oro      | –73 kg              |
| 2023                | Acra (Ghana)             | Medalla de oro      | Equipo mixto        |
| Campeonato Africano |                          |                     |                     |
| Año                 | Lugar                    | Medalla             | Categoría           |
| 2022                | Orán (Argelia)           | Medalla de bronce   | –73 kg              |
| 2023                | Casablanca (Marruecos)   | Medalla de bronce   | –73 kg              |
| 2024                | El Cairo (Egipto)        | Medalla de plata    | –73 kg              |
| 2025                | Abiyán (Costa de Marfil) | Medalla de plata    | –73 kg              |